# Tapellariopsis
Tapellariopsis är ett släkte av lavar. Tapellariopsis ingår i familjen Ectolechiaceae, ordningen Lecanorales, klassen Lecanoromycetes, divisionen sporsäcksvampar och riket svampar.
|                | Lopadium                                  |
|                |                                           |
|                | Sporopodium                               |
|                |                                           |
|                | Loflammiopsis                             |
|                |                                           |
|                | Calopadiopsis                             |
|                |                                           |
| Tapellariopsis | \| \| Tapellariopsis octomera \| \| \| \| |
|                | \| \| Tapellariopsis octomera \| \| \| \| |
|                | Pseudocalopadia                           |
|                |                                           |
|                | Loflammia                                 |
|                |                                           |
|                | Sporopodiopsis                            |
|                |                                           |
|                | Tapellaria                                |
|                |                                           |
|                | Lasioloma                                 |
|                |                                           |
|                | Pyrenotrichum                             |
|                |                                           |
|                | Calopadia                                 |
|                |                                           |
|                | Logilvia                                  |
|                |                                           |
|                | Barubria                                  |
|                |                                           |
|                | Badimia                                   |
|                |                                           |
|                | Tapellariopsis octomera                   |
|                |                                           |

|  | Tapellariopsis octomera |
|  |                         |